# Grevillea phillipsiana
Grevillea phillipsiana är en tvåhjärtbladig växtart som beskrevs av Mcgill.. Grevillea phillipsiana ingår i släktet Grevillea och familjen Proteaceae. Inga underarter finns listade i Catalogue of Life.